# Otto Leodolter
Otto Leodolter (né le 18 mars 1936 et mort le 16 décembre 2020) est un sauteur à ski autrichien.

## Palmarès

### Jeux Olympiques
| Épreuve / Édition | Cortina d'Ampezzo 1956 | Squaw Valley 1960 | Innsbruck 1964 |
| Petit Tremplin    | 30e                    | Bronze            | 28e            |
| Grand Tremplin    |                        |                   | 17e            |